# Godzilla (jeu vidéo, 2014)
 (août 2017).
Si vous disposez d'ouvrages ou d'articles de référence ou si vous connaissez des sites web de qualité traitant du thème abordé ici, merci de compléter l'article en donnant les références utiles à sa vérifiabilité et en les liant à la section « Notes et références ».
Pour les articles homonymes, voir Godzilla (homonymie).
Godzilla (également Godzilla, le jeu, ゴジラ - Godzilla, Gojira Godzilla et Godzilla VS pour la PS4 au Japon) est un jeu vidéo développé par Natsume et édité par Namco Bandai mettant en vedette différents kaijus de l'univers de Godzilla. Il est d'abord sorti le 18 décembre 2014 au Japon sur PlayStation 3, puis le 14 juillet 2015 sur PlayStation 4 sous le nom de Godzilla VS, une version au contenu étoffé. Les sorties occidentales du jeu sont basées sur ce modèle amélioré. Il est sorti également le 14 juillet 2015 en Amérique du Nord, puis le 17 juillet 2015 en Europe.

## Système de jeu

### Modes de jeu[2]

#### Mode dieu de la destruction
Dans ce mode, le joueur commence avec Godzilla mesurant 50 mètres. Il doit avancer dans les différentes villes pour atteindre et détruire les générateurs-G afin de prendre de la puissance et grandir de plus en plus. Les hommes déploient les forces anti-Godzilla pour tenter d'arrêter le joueur, qui rencontre également sur son chemin bon nombre d'autres monstres qu'il faut vaincre avant d'atteindre le niveau suivant. En battant ces monstres, le joueur récupère des matériaux qui peuvent servir à déverrouiller d'autres créatures jouables. Dans chacun des niveaux, le joueur peut collecter quatre analyses vidéos de Godzilla afin de déverrouiller les derniers niveaux du jeu.
La version PlayStation 3 ne permet que de jouer avec trois versions de Godzilla, la version PlayStation 4 cependant permet bien davantage : le mode Dieu de la destruction y comporte deux sous-modes, Envahir, qui consiste à refaire le mode avec un monstre différent, puis Défendre, qui ne peut se jouer qu'avec un kaiju bienveillant. Il s'agit ici de battre d'autres monstres en les empêchant de détruire les villes et les troupes humaines. À la différence du jeu normal, le joueur ici ne grandit pas en détruisant les bâtiments et unités militaires, mais uniquement à la fin du niveau, selon son score. Dans ces deux variations, il n'est pas possible de collecter les analyses de Godzilla.

#### Roi des kaijus
Le joueur doit enchaîner six combats contre des monstres de plus en plus puissants, le plus rapidement possible.

#### Mode évolution
Grâce aux différents matériaux récupérés dans le monde Dieu de la destruction, le joueur peut ici débloquer et améliorer les monstres jouables.

#### Diaporama
Un peu comme une maquette, le joueur peut placer une ville et différentes figurines de monstres sur la ville. Il est possible de sélectionner les bases des villes que le joueur a au préalable entièrement détruite dans le mode Dieu de la destruction, tandis qu'il est possible de placer les figurines débloquées dans le mode Évolution.

#### Bestiaire
Cette section sert d'encyclopédie. Elle permet au joueur d'en apprendre davantage sur les monstres de l'univers de Godzilla. Elle contient leurs biographies ainsi que leurs apparences dans les films. Le bestiaire inclut également des monstres absents du jeu, il en présente ainsi un total de quarante-six.

#### Multijoueur en ligne
Exclusivement sur PlayStation 4, le joueur peut affronter des adversaires en ligne dans des combats de deux ou trois joueurs.

### Monstres jouables
En comptant les différentes formes et versions des monstres, un total de 22 créatures sont jouables :
- Godzilla (1964, 1989, 1995, et 2014)
- Anguirus (Showa)
- Rodan (Showa)
- Mothra (Heisei; larve et adulte)
- King Ghidorah (Heisei)
- Hedorah (Showa)
- Mechagodzilla (1974 et 1975)
- Biollante
- Battra (larve et adulte)
- Space Godzilla
- Destroyah
- Gigan (2004)
- Super Mechagodzilla
- Mecha-King Ghidorah
- Type-3 Kiryu
- Jet Jaguar

## Accueil
Le jeu est très mal accueilli dans son ensemble par la critique et les joueurs. Les graphismes datés, le gameplay répétitif, des contrôles compliqués à prendre en main et une faible durée de vie sont les reproches les plus fréquents faits au jeu.
- Jeuxvideo.com⁣ : 8/20[5]
- Metacritic.com⁣ : 38/100[6]
- Opencritic : 39/100 et 2% de recommandation[7]
- IGN⁣ : 4.5/10[8]
- GameSpot : 3/10[9]
- GameInformer : 3/10[10]